# Herz Jesu (Katlenburg)

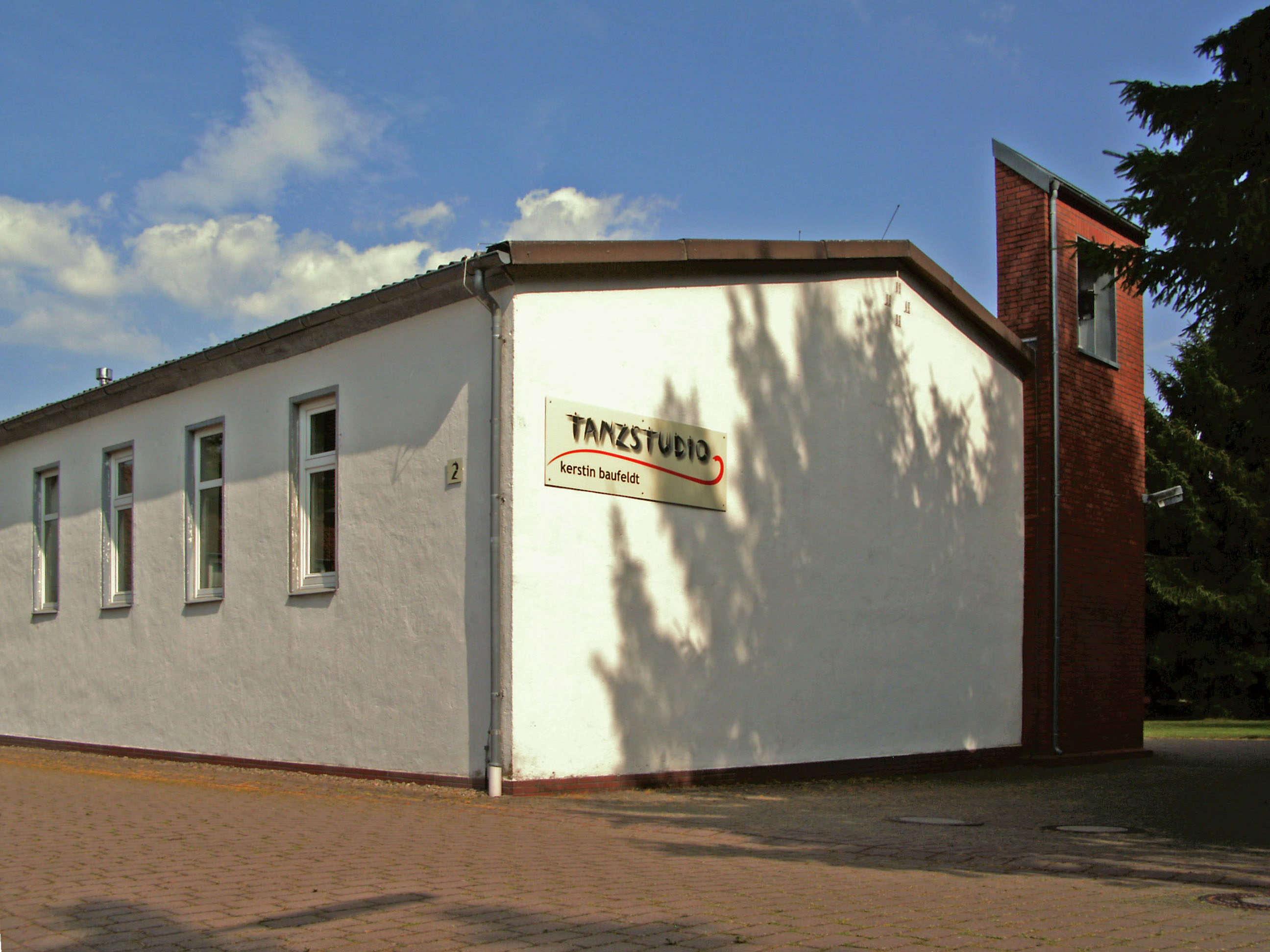
Tanzstudio in ehemaliger Kirche

Die Kirche Herz Jesu war die katholische Kirche in Katlenburg, einem Ortsteil der Gemeinde Katlenburg-Lindau im Landkreis Northeim in Niedersachsen. Sie gehörte zuletzt zur Pfarrgemeinde Mariä Heimsuchung mit Sitz in Northeim, im Dekanat Nörten-Osterode des Bistums Hildesheim. Die Kirche war nach dem Heiligsten Herzen Jesu benannt und befand sich im Kirchweg 2. Heute befindet sich die nächstgelegene katholische Kirche vier Kilometer entfernt in Lindau.

## Geschichte
Seit der 1534 eingeführten Reformation waren die Einwohner von Katlenburg weitestgehend evangelisch. Erst 1943/44 lebten vorübergehend wieder Katholiken in größerer Zahl in Katlenburg, es handelte sich um Evakuierte aus dem Gebiet von Aachen. Katlenburg gehörte damals zur Kirchengemeinde in Lindau. Nachdem sich in Folge des Zweiten Weltkriegs ab 1946 die Katholikenzahl auch in Katlenburg und Umgebung durch Flüchtlinge und Heimatvertriebene stark vergrößert hatte, wurden zunächst katholische Gottesdienste in Gasthaussälen oder in der evangelischen St.-Johannes-Kirche gehalten, und die Pfarrvikarie Lindau-Land gegründet. Sie umfasste neben Katlenburg die Ortschaften Berka, Dorste, Elvershausen, Gillersheim, Marke, Suterode und Wachenhausen.
1956 wurde nahe der Osteroder Straße die Herz-Jesu-Kirche erbaut, sie gehörte zunächst zur Pfarrgemeinde St. Peter und Paul mit Sitz in Lindau. Begleitet wurden die Arbeiten durch zahlreiche Eigenleistungen der Einwohner und der ansässigen Unternehmen. Die frühere, in Wulften ansässige Ziegelei lieferte 700 Steine, weitere Spenden kamen von etwaigen Geschäftsleuten und evangelischen Einwohnern; insgesamt wurden 8640 freiwillige Arbeitsstunden geleistet. Am 22. Dezember 1956 erfolgte die Kirchweihe durch den Propst aus Duderstadt, Franz Ernst. 1957 wurden Kirchenbänke und eine kleine Glocke angeschafft. Erst 1976 bekam Herz Jesu einen ortsansässigen Pfarrer, dafür erwarb das Bistum Hildesheim ein Wohnhaus in der Straße Am Sterthagen 19. Am 1. März 2004 wechselte die Lindauer Pfarrei St. Peter und Paul mit der Herz-Jesu-Kirche vom damals aufgelösten Dekanat Gieboldehausen-Lindau zum neu gegründeten Dekanat Untereichsfeld. Am 1. November 2006 wechselte die Kirche von der Pfarrgemeinde St. Peter und Paul in Lindau zu Mariä Heimsuchung in Northeim, und damit vom Dekanat Untereichsfeld zum Dekanat Nörten-Osterode.
Am 25. Juli 2009 erfolgte die Profanierung durch Bischof Norbert Trelle. Das Kirchengebäude wurde verkauft, seit Februar 2010 wird es als Tanzstudio genutzt. Der Kreuzweg fand 2013 einen neuen Platz in Renshausen. Der Grund für die Schließung fand sich in der schlechten Gemeindeentwicklung wieder. Die Zahl der Gottesdienstteilnehmer nahm seit den 1990er Jahren stetig ab, im Sommer 2009 waren lediglich noch 30 Personen anwesend. Registriert waren in diesem Jahr in Katlenburg, Berka, Suterode, Wachenhausen und Elvershausen 510 Katholiken.

## Architektur und Ausstattung
Die schlichte, in rund 136 Meter Höhe über dem Meeresspiegel gelegene Saalkirche wurde nach Plänen des Architekten Georg Lippsmeier erbaut, sie verfügte über einen kleinen Glockenturm und 120 Sitzplätze. Im Laufe der Zeit wurde ihre Ausstattung mehrmals ergänzt und teilweise erneuert.